# Threnosia myochroa
Threnosia myochroa là một loài bướm đêm thuộc phân họ Arctiinae, họ Erebidae.